# 카시르스카야역
카시르스카야역(러시아어: Каширская)은 모스크바 지하철 자모스크보레츠카야 선과 카홉스카야 선의 역으로 크로스 워드(평면 환승) 플랫폼이다. 모스크바 지역의 경계에 위치한 이 곳은 사보로보와 나가티노와 가가티노 가디니키(JAO)가 카샤르 고속 도로를 따라서 제정된 역명이다.

## 역사
카시르스카야 역은 1969년 8월 11일에 개통하였다.

## 구조

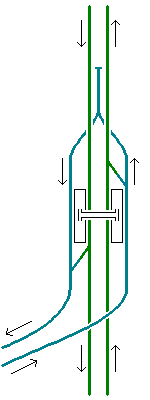
배선도

본 역은 1960년대 역사의 전형적인 동일한 기둥 및 트라이스팬(중앙) 설계로 된 두 개의 평행 플랫폼으로 구성된다. 이 플랫폼들은 그 당시에 지어진 다른 역들과 다를 바 없다. 건축가 니콜라이 뎀친스키와 율리야 콜레니코바의 동쪽 플랫폼 작품에 직사각형 기둥에 회색 대리석 외투, 벽에는 흰색 도자기 타일, 플랫폼 가장자리에 아스팔트가 있는 붉은 화강암 바닥이 특징이다.
서쪽 플랫폼은 기둥들이 갈색 대리석으로 면하고 바닥에는 빨간색 대신 회색 화강암이 놓여 있으며, 세라믹 벽에는 옅은 흰색 대신 약간 남색 그늘이 있는 것을 제외하면 똑같다. (건축가 니나 알료시나 나탈리야 사모이로바의 작품). 본 역의 설계 초점은 카시라에 위치한 카시라 수력발전소 근처에 위치한 모스크바 공학 물리학 연구소에서 유래하여 건설되었다. 두 플랫폼 모두 Z의 거대한 금속 예술품을 특징으로 하고, 전기화를 주제로 삼고 있다.

## 카홉스카야 선의 순환선 계획
향후, 고리 모양의 프로젝트 볼샤야 콜체바야 선의 일환으로 카홉스카야 선의 선로가 연장될 예정이다. 실제 경로는 여러모로 논쟁되었고 변동은 브라티슬라브스카야까지 동쪽으로 이동한 다음, 페차트니키까지 류블린스코-드미트로프스카야 선의 경로를 따라가거나 더 북동쪽 경로를 통해 직접 페차트니키까지 잇는 것이다. 브라티슬라브스카야에는 이미 설정된 장래 이전을 위한 조항이 있었지만, 페차트니키로 선택되었다.

## 사진

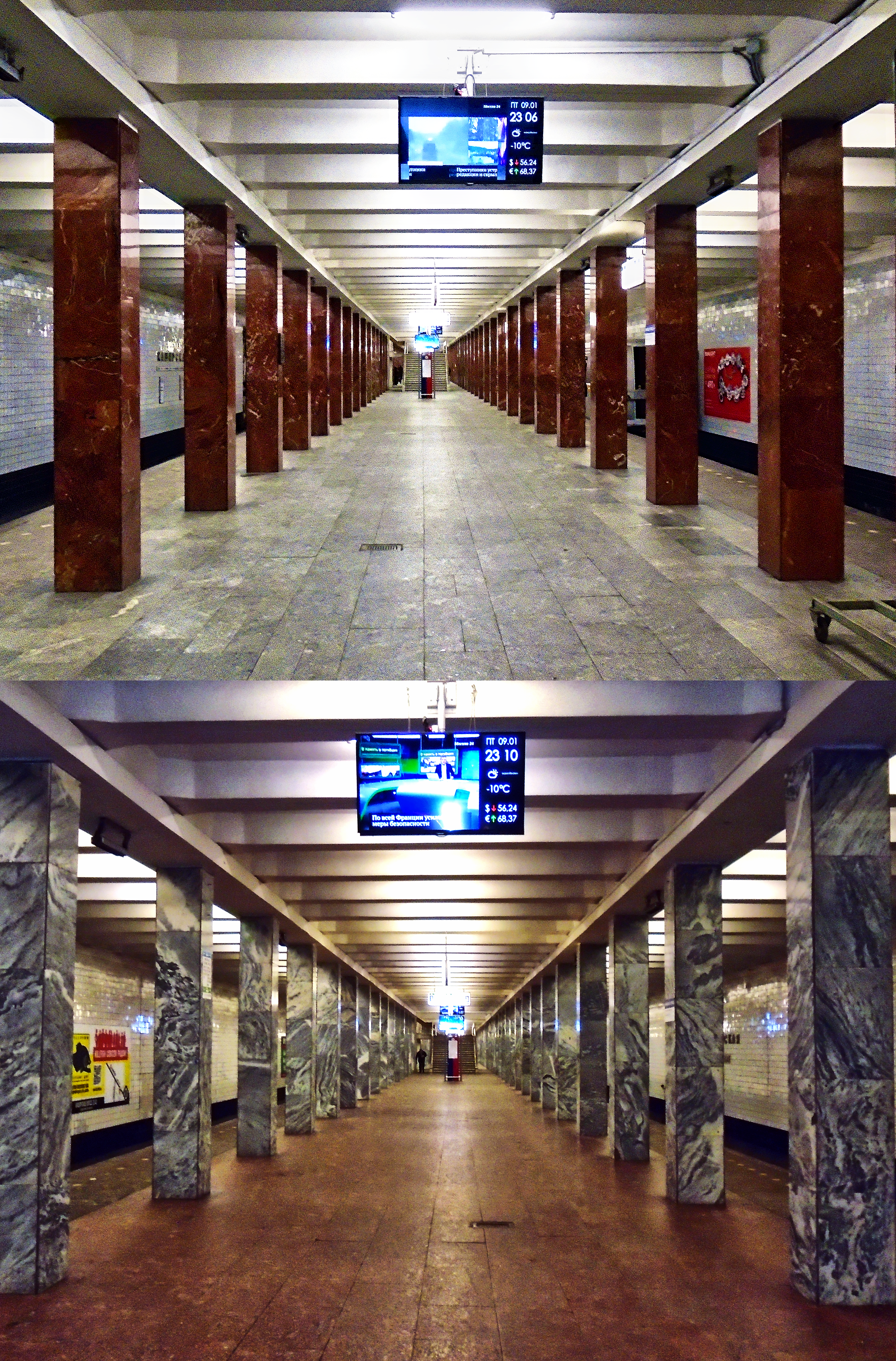
두 노선의 플랫폼 전경
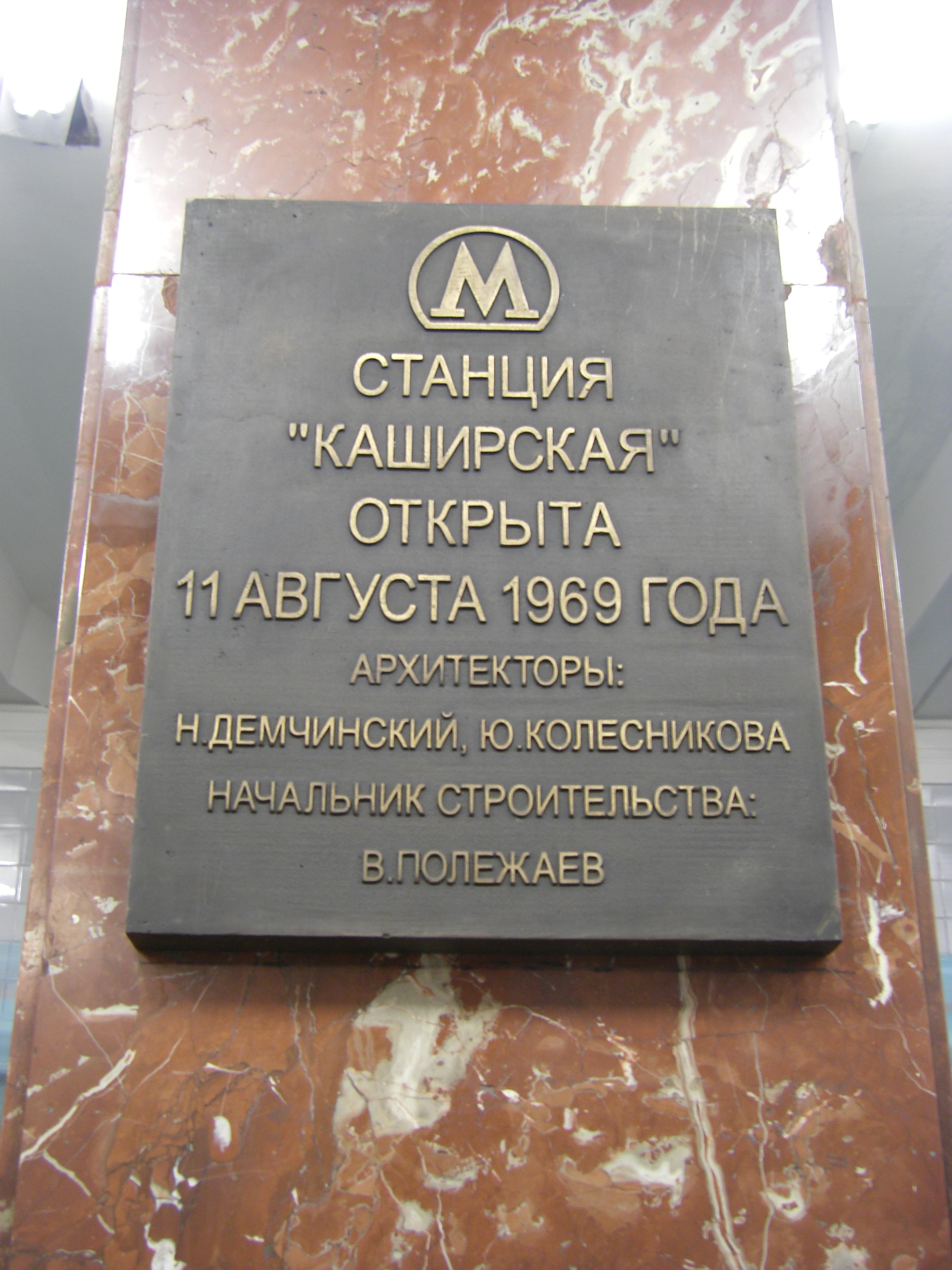
네임 플레이트
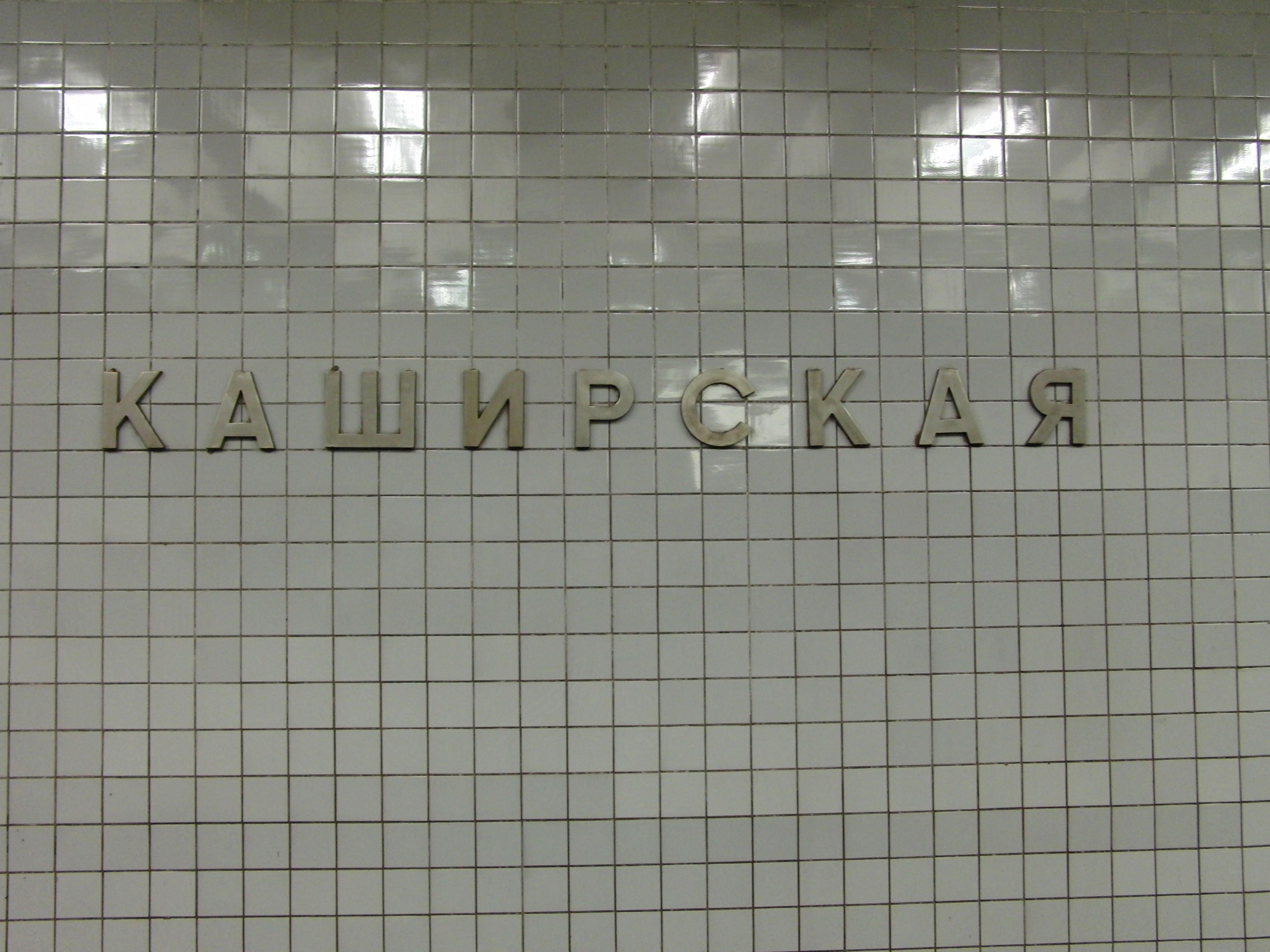
역명판
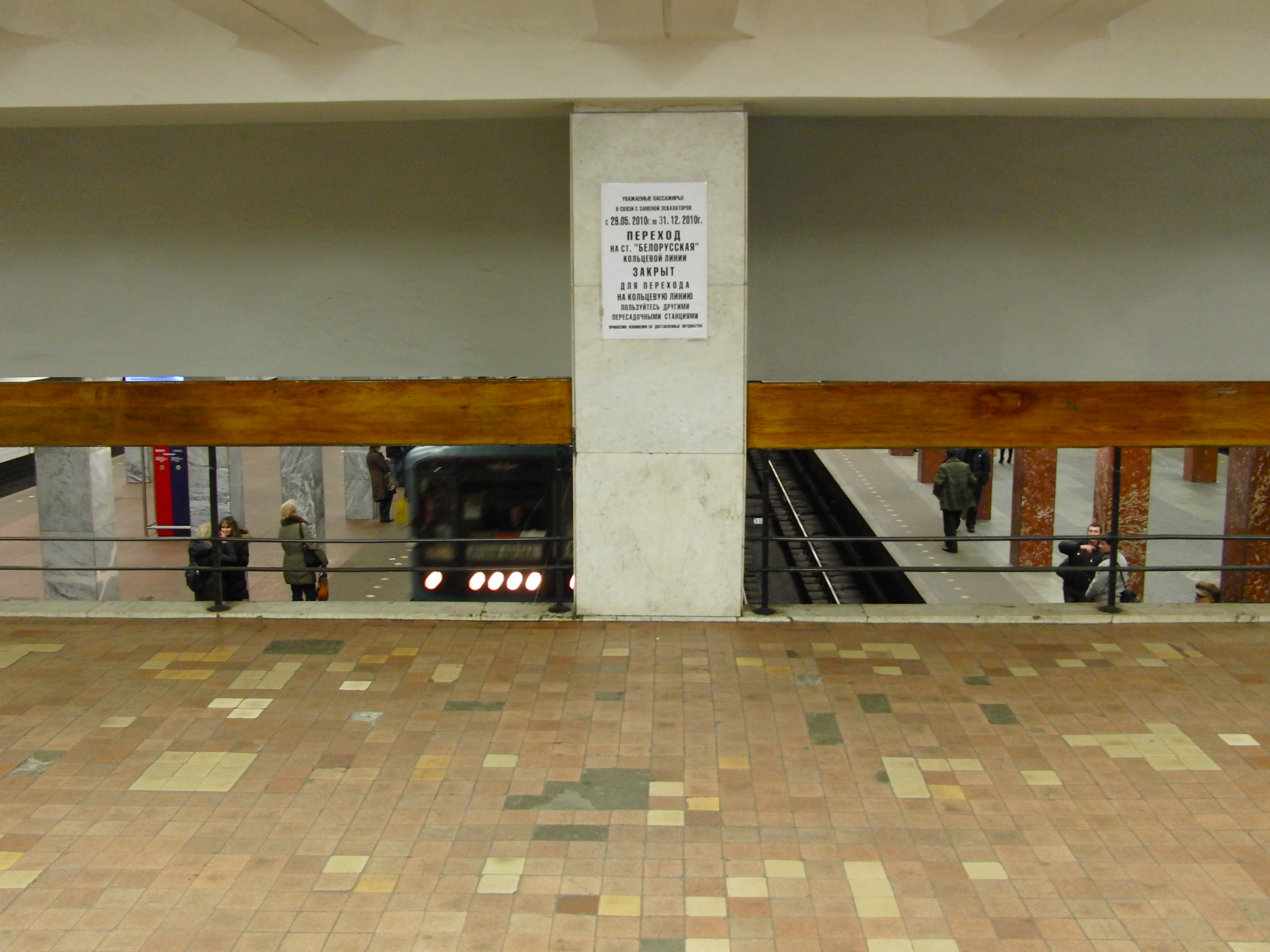
환승통로에서 보이는 플랫폼